# 마르티나스 마주비다스

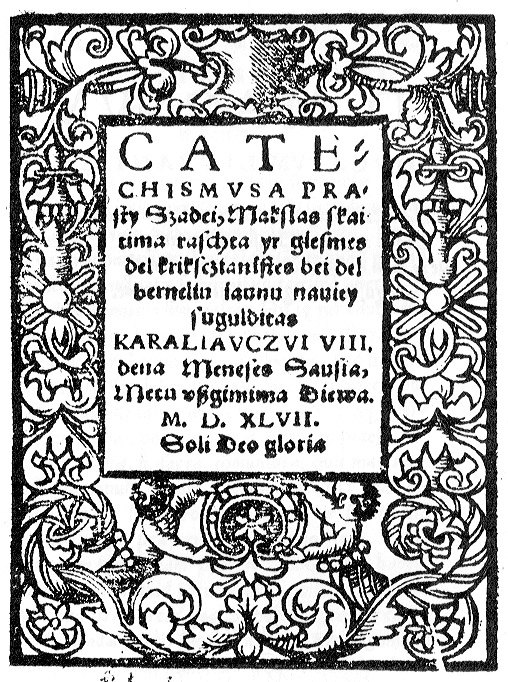

마르티나스 마주비다스(리투아니아어: Martynas Mažvydas, 1510년~1563년 5월 21일)는 리투아니아의 저술가이다. 최초의 리투아니아어 서적인 《간단한 교리문답서》(Katekizmo paprasti žodžiai, 1547년)를 집필한 인물로 알려져 있다.